# Pun nyelv
A pun nyelv vagy karthágói nyelv az északnyugati sémi nyelvek közé tartozó kihalt nyelv, a föníciai származéka, közeli rokona volt az ókori héber, arab és más kánaáni nyelveknek. A punt Észak-Afrikában és néhány földközi-tengeri szigeten beszélték, ahol a punoknak (karthágóiaknak) birtokuk volt.